# Marathes
Els marathes (मराठी माणसं o महाराष्ट्रीय) són un grup lingüístic indoari, que habita la regió de Maharashtra i altres estats de l'oest de l'Índia. La seva llengua, el marathi, forma part de les llengües indoàries del sud. Malgrat que la seva història es remunta a més de mil anys enrere, la comunitat va esdevenir preeminent quan els guerrers marathes, comandats per Shivaji Maharaj, van establir l'imperi maratha el 1674.

## Etnònim
Els marathes també són anomenats "maharaixtrians". La comunitat sencera era anomenada Maratha o Marathe (plural de Maratha) entre els segles xvii i XIX. No obstant això, a principis del segle xx, a causa dels esforços de Shahu Maharaj de Kolhapur, els pagesos indoaris de classe kxatriya marathi anomenats kunbi van començar a anomenar-se marathes a si mateixos. Per tant, l'ús actual de la paraula maratha s'aplica principalment a l'antiga casta dels Kshatriya Kunbi, així com el grup maratha de la classe superior dels 96 clans, però no de tota la comunitat maratha.

Maharashtra, l'estat de l'Índia on viu la majoria de Marathis

## Història
Els primers registres, anomenen Dandakaranyas, que vol dir Bosc de la pena, a la regió actualment coneguda com a Maharashtra. En els temps del Ramayana, va ser la llar de criatures mortes i dimonis. Normalment només hi residien, els exiliats i els savis (Rishis). Khar, Dushan i Suparnkha (tres germans que apareixen al Ramayana) han citat haver vist Rama en aquesta regió. Als voltants de l'any 600 aC, l'actual regió de Maharashtra era un dels mahajanapadas (antics regne de l'Índia) conegut com a Assaka. En el Ramayana es diu que Panchavati, prop de la ciutat de Nasik, va ser el lloc on Lakshman (heroi) va tallar-li el nas ((nasik en sànscrit) a Shurpanka, germana de Ravana. No es coneix si abans de l'arribada dels aris, la regió estava habitada per altres civilitzacions o no. L'emperador Aśoka va annexar Maharashtra i les regions que l'envolten, a l'imperi Maurya. Als voltants de l'any 230 aC, la dinastia local dels Sātavāhana, va assolir el poder a Maharashtra. El regne, amb seu a Junnar, prop de Poona, amb el temps es va convertir en un imperi amb les conquestes del nord del que avui en dia és Karnataka, així com Andhra Pradesh. Es creu que els actuals marathi són descendents d'aquest imperi. L'imperi va assolir la seua màxima esplendor sota el govern de l'emperador Gautamiputra Sátakarni, conegut més popularment com Shalivahan. Va iniciar un nou calendari que va anomenar Shalivahan Shaka, el qual encara és fet servir pels habitants de Dècan, és a dir, indoaris marathes i Gujarati, i Kannada i Telugus en l'actualitat. L'imperi es va ensorrar als voltants del 300 dC. L'ús de la llengua indoària maharaixtri (proto-marathi) també es va iniciar durant el govern dels Satavahana. Després d'un període en el qual la regió va estar governada per petits regnes, al segle VIII la regió va estar governada per la dinastia Rashtrakuta. Després de la caiguda del regne dels Rashtrakuta, la regió va estar governada per la dinastia Yadava de Deogiri, la qual va convertir el marathi en la seva llengua oficial. Van governar fins al seglex XIII, després del qual la regió va quedar sota govern islàmic. El sultanat de Dècan va governar Maharashtra durant tres segles.

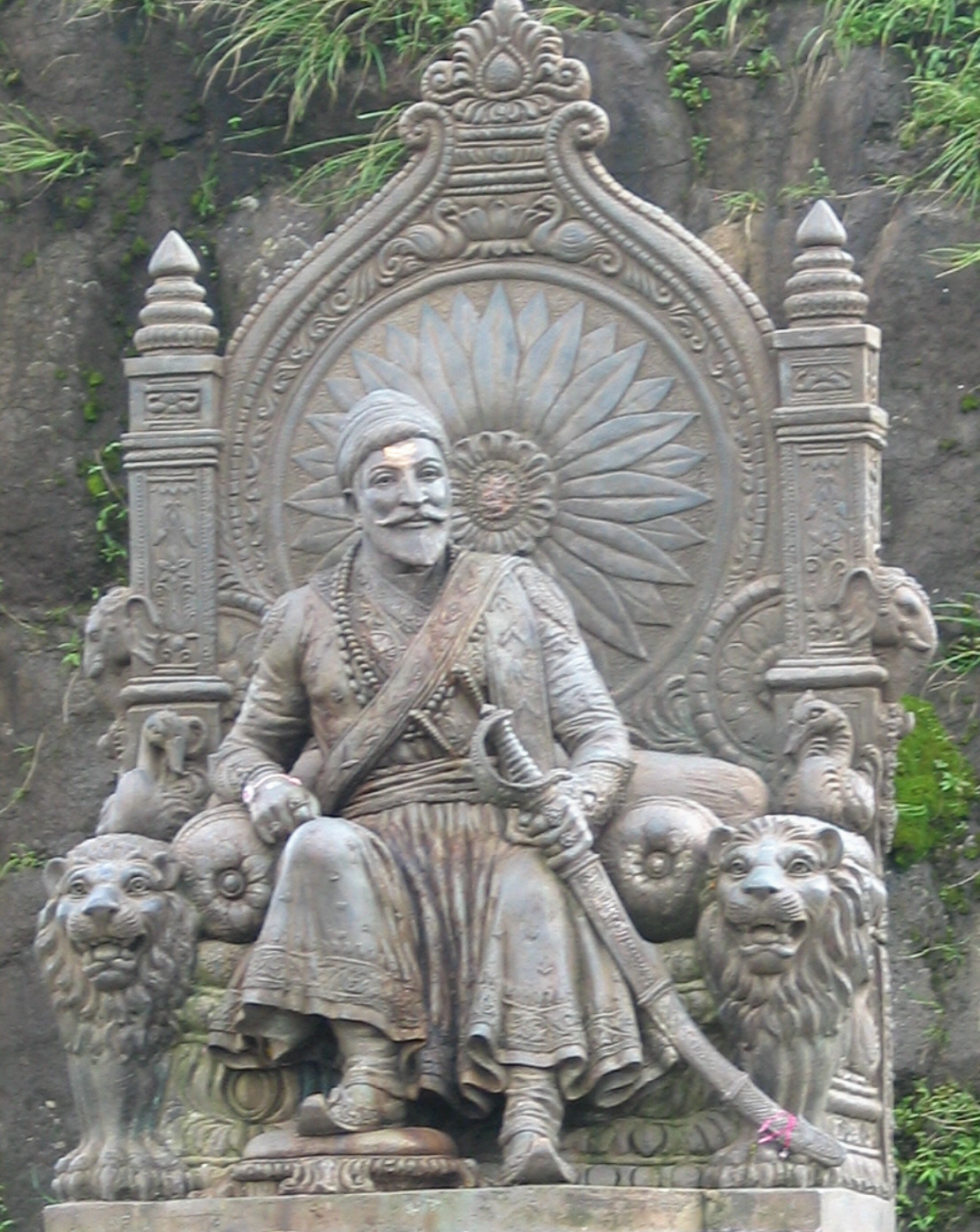
Estàtua de Shivaji Maharaj, fundador de l'imperi Maratha

A mitjans del segle xvii, Shivaji Maharaj va fundar l'imperi Maratha reclamant les regions de Desh i Konkan. Després d'una vida de gestes i conquestes, Shivaji va morir el 1680. L'imperi mogol, el qual havia perdut molt terreny a mans dels Maratha governats per Shivaji, va envair Maharashtra el 1681. Sambhaji, fill de Shivaji, va ser coronat emperador el 1681 després d'una breu guerra civil. Sambhaji va conduir als Maratha amb valentia en contra d'un oponent molt més fort. Fins al 1689, Sambhaji mai va perdre un fort o territori en favor d'Aurangzeb, però el 1689, va ser traït per Ganoji Shirke (La fam de terra Maratha de Ganoji en forma de watan el van conduir a enemistar-se amb Sambhaji) i capturat, torturat i mort per Aurangzeb. Amb el seu líder mort, els Marathas es van desmoralitzar, però el jove Rajaram Chhatrapati va ser posat en el tron i aleshores va haver de retirar-se a Gingi al sud de l'Índia. Malgrat tot, el 1707, sota el lideratge de Tarabai, els Maratha van guanyar la Guerra dels Vint-i-set anys. El net de Shivaji va contemplar la màxima expansió del poder Maratha. Després de la seva mort el 1749, els Peshwa van esdevenir en el veritable poder darrere de l'imperi del 1750 al 1761. L'imperi es va estendre gràcies a molts sardars Maratha com Madhav Rao I Scindia, Gayakwad, Pawar, Bhonsale, Holkar, Pandit, Pantpratindhi, Govindpant Bundele, Sardar Gupte, etc., coordinats per Bajirao i els seus fills Balaji Bajirao fins que els Maratha van governar pràcticament tot el subcontinent indi des d'Attock, a l'actual Pakistan, fins al sud de l'Índia. Poona va esdevenir la seu imperial amb els enviats, ambaixadors i membres de la reialesa venint de lluny i de prop. Malgrat tot, després de la Tercera batalla de Panipat, l'imperi es va desmembrar en molts regnes independents, encara que degut als esforços de Mahadji Shinde, va romandre una confederació fins que els britànics van derrotar Bajirao II. No obstant això, nominalment van existir estats Maratha independents fins al 1947, any en què que aquests estats es van adherir a la Unió de l'Índia.

## Literatura
El marathi va ser la llengua de la cort durant el regnat de la dinastia Yadava, també coneguda com a Suena. El rei Yadava Singhana és conegut per les seves donacions magnànimes, que estan tallades en lloses de pedra en marathi al temple de la deessa a Kolhapur, Maharashtra. També hi ha composicions de famosos treballs d'estudiosos com Hemadri, que va ser també responsable d'introduir un estil d'arquitectura anomenat Hemandpanth. Hi ha diverses inscripcions en pedra en marathi trobades a Akshi, al districte de Mumbai, Pandharpur, Dive-Aagar, etc. La més coneguda d'elles és la que hi ha als peus de l'estàtua de Gomateshwar (Bahubali) a Shravanabelagola, Karnataka. Aquesta inscripció diu Chamundraye karaviyale, Gangaraye suttale karaviyale, el qual dona alguna informació amb relació a l'escultor de l'estàtua i al rei que la va fer construir.
Els marathes tenen una llarga tradició literària que va començar a l'era antiga. Malgrat l'antiguitat de la literatura marathi, no va ser fins al segle xiii quan el sant Dnyaneshwar va fer molt popular la literatura entre les masses. El seu Dnyaneshwari és considerat una obra mestra. Juntament amb Dnyaneshwar, el sant Namdev va ser també un dels responsables de propagar la literatura marathi. Namdev és també important en la tradició Sikh, ja que diverses de les sevés composicions estan consagrades en el Guru Granth Sahib (un libre sagrat del Sikhisme). Eknath, Tukaram, Mukteshwar i Samarth Ramdas van ser també importants autors del segle xvii. Al segle xviii, escriptors com Vaman Pandit, Raghunath Pandit, Shridhar Pandit, Mahipati i Moropanta, van escriure algunes obres molt conegudes.
El primer llibre anglès va ser traduït al marathi el 1817. El primer diari en marathi es va crear el 1835. Baba Padamji (autor del Yamuna Paryatana, 1857), Mahatma Jyotiba Phule, Gopal Hari Deshmukh, Mahadev Govind Ranade i Hari Narayan Apte (1864-1919), entre d'altres, van escriure molts llibres de reformes socials. El diari Kesari, fundat per Lokmanya Tilak el 1880, va proporcionar una plataforma per compartir punts de vista literaris. El marathi va ser eficaçment beneficiat pel drama marathi.
La poesia moderna marathi va començar amb les obres de Mahatma Jyotiba Phule. Poetes posteriors com Keshavasuta, Balkavi, Govindagraj i Madhav Julian, van escriure poesia amb influències de la poesia anglesa romàntica i victoriana. Va ser en gran part sentimental i lírica. Prahlad Keshav Atre, l'humorista de renom i politic, va escriure una paròdia d'aquest tipus de poesia en la seva col·lecció Jhenduchi Phule. Sane Guruji (1899 - 1950) va fer contribucions a la literatura infantil en marathi. Les seves obres més importants són: Shyamchi Aai(La mare de Shyam), Astik(Creient) i Gode Shevat(El dolç final). Va traduir i simplicar molst clàssics occidentals i els va publicar en un llibre d'històries titulat Gode Goshti(Històries boniques). El Yayati de Vishnu Sakharam Khandekar (1889 - 1976), va obtenir el premi Jnanpith el 1975. També va escriure moltes novel·les, històries curtes, assaigs, etc. La poesia de Arun Kolatkar, Dilip Chitre, Mangesh Padgaonkar, C.T. Khanolkar (Aarti Prabhu), Namdeo Dhasal, Suresh Bhat, Vasant Abaji Dahake, Manohar Oak i molts altres poetes modernistes és complexa, rica i provocativa. Bhau Padhye, Vilas Sarang, Shyam Manohar i Vishram Bedekar són autors coneguts de ficció.
A la segona meitat del segle xx, la literatura marathi va assolir el seu punt més àlgid amb cada cop més practicants. Escriptors com P.L. Deshpande, V. P. Kale, Ranjeet Desai, Gangadhar Gadgil o Vijay Tendulkar són considerats els grans moderns.
Els autors musulmans també han contribuït a la literatura marathi. Poetes com Amar Shaikh i Shahir Shaikh van compondre algunes poesies memorables. Shahir Shaikh va ser una figura important del Maharashtra Ekkikaran Chalwal. El Marathi Muslim Writers Movement (en català, Moviment d'escriptors musulmans en marathi) que va crear el Prof. F.H.Bennur a Solapur per inculcar la literatura marathi entre els joves musulmans, ha obtingut credibilitat per si mateix i manté sessions regularment. Recentment, autors com Hamid Dalwai han contribuït també al desenvolupament de la literatura marathi.
En els anys cinquanta, el Little magazine movement (en català, Moviment de petita revista) va guanyar força. Va publicar escrits no-conformistes, radicals i experimentals. El moviment de literatura Dalit també va guanyar forçca gràcies al Little magazine movement. Aquest moviment radical va ser influenciat per la filosofia del Dr. Babasaheb Ambedkar i va desafiar la creació literària, que va ser desenvolupada en gran part per la gent de classe mitjana, urbana i de casta superior. El Little magazine movement va llençar molts escriptors excel·lents. Bhalchandra Nemade és un conegut novel·lista, crític i poeta. L'escriptor Dalit Na Dho Mahanor és ben conegut també per la seva obra.

## Religió
La majoria dels marathes són hindús. Malgrat que Krixna, en la forma de Vithal, és la deïtat més popular entre els marathes hindús, també adoren les deïtats de la família de Xiva com són Shankar i Parvati sota diversos noms, i també a Ganesha. La tradició Warkari es manté fortament arrelada en els hindús de Maharastra. El Ganesh Chaturthi (un festival en honor del déu Ganesha), creat per Lokmanya Tilak a finals del segle xviii, és molt popular. Els hindús marathes també reverencien els sants Bhakti de totes les castes, com ho són Dnyaneshwar (Brahman), Savata Mali (Mali), Tukaram (Moray Maratahi-Kunbi), Namdev (Shimpi-Artsian,Vaishya) i Chokhamela (Mahar).
Hi ha moltes minories significatives de Musulmans, Cristians i Budistes. La majoria de budistes marathes són seguidors de Babasaheb Ambedkar i han adoptat el budisme com a religió en els últims seixanta anys.
Els musulmans marathes pertanyen principalment a la tradició sufí. Per aquesta comunitat és molt important de les tombes de sants sufís. Els hindús també visiten en gran nombre aquestes tombes, especialment durant el Urus (una festivitat en commemoració de la mort d'un sant sufí).
Els Cristians representen un 2% de la població de Maharashtra.
També existeix una forta comunitat d'uns 3000 jueus marathes, coneguts popularment com a Bene Israel. La majoria d'ells han emigrat a Israel. Abans de la migració, aquesta comunitat estava formada per més de 90.000 membres.

## Castes i comunitats
Hi ha moltes castes i comunitats de marathes amb les seves pròpies tradicions. Totes aquestes comunitats respecten el moviment Warkari que es van crear al voltant del segle xiii. La casta feudal dels Maratha representen més del 35% de la població hindú maratha. Els 96 kulin Maratha són guerrers Kshatriya que van establir l'imperi Maratha. La comunitat de grangers Kunbi Maratha representa el grup més gran agrícola i política de la regió de Maharashtra. La comunitat Kunbi és actualment el grup polític dominant a la regió de Maharashtra. També dominen els cossos de policia i militar a Maharashtra.
Els bramans marathes, donat que representen només un 4% de la població maratha, han fet una contribució significativa a la cultura de Maharashtra. Estan dividits en sis grups: Saraswat, Deshastha, Chitpavan, Devrukhe, Karhade i Daivadnya. Els bramans marathes s'han associat amb la lluita per la llibertat, l'art, la literatura, els esports i les reformes socials. Sant Dnyaneshwar (Deshastha), les famílies Peshwa (Chitpavan), Lokmanya Tilak (Chitpavan) i Jagannath Shankarshet (Daivadnya) són bramans destacats de la història. Sachin Tendulkar (Saraswat), Manohar Joshi (Deshastha), Madhuri Dixit (Chitpavan), Madhav Sadashiv Golwalkar (Karhade) i Pandit Prabhakar Karekar (Daivadnya) són bramans de l'edat contemporània o de la història recent.
Els Dalit representen l'11,0% de la població de Maharashtra i un quart del total de la població maratha. Les principals castes Dalit són els Mahar, els Chambhar i els Mang. Molts d'ells, i en particular la comunitat Mahar sota el lideratge del Dr. Babasaheb Ambedkar, van abraçar el Budisme. Es troben concentrats a Vidarbha.
Hi ha altres comunitats d'artesans com els Shimpi (casta de sastres), els Sutar (casta de fusters), els Sonar, els Teli, els Gurav i els Nabhik (barber). Aquestes comunitats pertanyen a la categoria OBC (ordre dels budistes contemplatius). Altres comunitats com els Mali, els Dhangars i els Koshtis són més prosperes que les castes del OBC.
Les principals castes d'hindús marathes tenen un sant patró que va pertànyer a la mateixa casta. Tots aquests sants eren part de la tradició bhakti. Savata (casta Mali), Sena (casta dels barbers), Chokha Mela (casta Mahar), Namdeo (sastre i Gora Kumbhar (casta dels terrissaires), van ser alguns d'aquests sants.
La comunitat dels Chandraseniya Kayastha Prabhu és una comunitat Kshatriya de bona educació. Tradicionalment els membres d'aquesta comunitat van competir amb els bramans per posicions religioses o administratives sota el govern Maratha i britànic. Baji Prabhu Deshpande, C.D. Deshmukh i la familia Thackeray són membres destacats d'aquesta comunitat.
Els Pathare prabhu són una altra comunitat emprenedora i educada dins de la comunitat hindú, principalment establerta als voltants de Mumbai.
El govern indi no recull dades sobre les castes més elevades. No obstant això, el seu nombre actual es pot calcular a partir del cens realitzat pel govern del Raj britànic fa un segle o més.
Els cristians marathes parlen generalment el marathi com a llengua materna, tot i que també parlen l'anglès. Els Indis Orientals són uns dels cristians de parla marathi concentrats a Mumbai i els seus voltants, com per exemple als districtes de Thana i Raigad, i han conservat en gran manera les seves pràctiques precristianes.
La majoria de cristians marathes són catòlics romans, però també hi ha protestants en algunes parts de Maharashtra, especialment a Ahmednagar i Solapur. En aquests dos districtes, la majoria de cristians són Protestants en lloc de Catòlics.
Altres grups són els musulmans de Konkani. Els musulmans marathes de la regió de Konkan han mantingut molts dels costums d'abans de la conversió incloent-hi la llengua marathi. Altres musulmans de Maharashtra tendeixen a identificar-se amb la cultura islàmica del nord a l'Índia i principalment parlen un dialecte de l'urdú anomenat dakhni.

### Noms dels marathes
A Gujarat i Maharashtra, el sistema de noms és similar. Per exemple, el primer nom del jugador de criquet
Sunil Manohar Gavaskar és Sunil, Manohar és el nom del pare i Gavaskar és el nom familiar.
Tradicional, les dones casades prenen el nom del seu marit com a segon nom, a més d'adoptar el seu nom familiar. A Maharashtra de vegades, un nadó rep el nom del seu avi.
Alguns Maharastrians afegeixen els sufixos Rao o Saheb al seu nom (Sunil seria Sunilrao). De la mateixa manera, les dones fan servir el sufix bai o tai (germana gran). Generalment es tracta d'una convenció informal, utilitzada entre amics, que no es fa servir en documents oficials documents.
Alguns cognoms marathes freqüents són Patil, Pawar, Bhosle, Kulkarni, Joshi, Deshpande, Gavhane, Deshmukh, Chavan i Rege.
Un bon nombre de cognoms marathes acaben amb el sufix kar, com per exemple Gavaskar, Tendulkar, Savarkar, Madgulkar, Mayekar, Navalkar, Joglekar, Juhekar, Deuskar, Manglokar o Chindarkar, i estan de vegades relacionats amb la vila ancestral de la família. Per exemple, Chindarkar pot tenir el seu origen a la vila de Chindar al districte de Sindhudurg de Maharashtra.

## Alimentació
Hi ha moltes comunitats dels marathes indoaris que donen una gran diversitat a la cuina. Es pot dir que la diversitat arriba fins a un nivell familiar, ja que cada família fa servir la seva pròpia combinació d'espècies. La majoria dels Maharashtrians menja carns i ous, però la comunitat dels Bramans és principalment lactoovovegetariana. L'aliment bàsic a Dècan és habitualment el bhakri (un pa sense llevat fet amb un mill anomenat sorgo, bajra o bajri), verdures cuites, dal(un preparat a base de llegums) i arròs. Els Maharashtrians del nord prefereixen el roti (un pa sense llevat fet amb farina de blat). A la costa de la regió de Konkan, l'aliment bàsic tradicional és l'arròs. Una varietat aromàtica d'arròs anomenada Ambemohar és popular entre els marathes que l'internacionalment conegut arròs basmati. A Malavali, dins l'estat de Karnakata, es fa servir el coco humit i la llet de coco com a ingredient, mentre que a la regió de Vidarbha el coco humit no es fa servir habitualment, però el coco sec s'utilitza en preparacions com receptes picants, xai i pollastre.
El Thalipeeth és un pa popular que es pren tradicionalment a l'esmorzar, i es prepara amb Bhajani,una barreja de diferents varietats de llenties rostides.
Els hindús marathes tenen dies de dejuni. A la majoria d'aquests dies, els aliments tradicionals com l'arròs i els chhapatis s'han d'evitar. No obstant això, es permet el consum de productes làctics i els aliments no nadius com les patates, els cacauets i les preparacions de tapioca, les quals resulten una alternativa rica al dejuni.
Alguns menjars Maharashtrians com el Sev bhaji, el Misal Pav i el Patodi són plats regionals de Maharashtra.
A les zones metropolitanes com Mumbai o Poona, el ritme de vida fa molt popular el menjar ràpid. Els menjars ràpids més populars entre els marathes d'aquestes àrees són: el Bhaji (un aperitiu fregit), el Vada pav (una mena d'entrepà de patata fregida), el Misal Pav (un curri de cigrons especiat) i el Pav bhaji (un curri de patata amb pa i acompanyat de coriandre i ceba picada). Els més tradicionals són el Sabudana Khichadi (una barreja de tapioca, cacauets, acompanyats de mantega), el Pohe (un arròs aixafat), l'Upma (un preparat a base de grans de blat refinats), Sheera i el Panipuri (és una mena de croqueta farcida d'una barreja d'aigua, tamarinde, bitxo, patata, ceba i cigrons). La majoria de menjars ràpids marathes són purament lactoovovegetarians en essència.
Al sud de Konkan, prop de Malvan, s'ha desenvolupat una cuina exòtica independent anomenada cuina Malvani. És principalment no vegetariana. En són molt populars els Kombdi Vade (un pollastre al curri amb boles fregides de farina d'arròs, ceba, suc de llimona i una salsa feta de llet de coco), els preparats de peix i els preparats al forn.
Les postres són part important de la dieta dels marathes. El Puran poli, el Shrikhand (un postra a base de iogurt), el Basundi (llet ensucrada i espessida), el Kheer (arròs o blat bullit amb llet i sucre i aromatitzat amb cardamom, panses, safrà, ametlles o festucs), el Gulab Jam i el Modak (un farcit de coco fresc i sucre moreno, embolcallat amb fulla d'arròs), en són exemples. Tradicionalment les postres anaven associats a una festivitat en particular, com per exemple els Modaks, que es preparen durant la festivitat de Ganesha.

## Festivitats
Aquesta secció mostra una breu descripció de diversos festivals hindús que se celebren a Maharashtra. Alguns d'ells se celebren a tota l'Índia (com per exemple el Dasara, el Diwali o el Raksha Bandhan) amb determinades tradicions específiques seguides pels Maharashtrians, mentre que altres són festivals típicament Maharashtrians (per exemple, el Ganeshotsav o el Mangala Gaur).
Les comunitats maratha, kanara i telugu segueixen el calendari hindú de Shalivahana, el qual presenta diferències subtils respecte als calendaris seguits per altres comunitats de l'Índia.

### Gudhi Padwa
El primer dia del mes Chaitra segons el calendari hindú (generalment durant el mes de març) se celebra com l'any nou. Aquest és el dia en què Rama torna a Ayodhya després de matar Ravana. A moltes llars de Maharashtra, el Navaratra (literalment, les nou nits) de Rama s'estableixen del Chaitra Shudha 1 al Chaitra Shuddha 9. S'ha de tenir en compte que al nord de l'Índia es creu que Rama va tornar a Ayodhya en el Diwali Padwa. Els habitants celebren el seu retorn a la llar decorant les seves llarus amb Gudhi (estendards de la victòria). El Gudhi padwa també se celebra com el dia en què Shalivahan va derrotar els saces. La llegenda diu que va donar vida a figures de fang de soldats. Aquest és un dels 3 dies i mig del calendari lunar hindú en què hi ha millors auguris. Aquest és el dia en què les persones inicien noves empreses, celebra l'estrena d'una nova llar i compra objectes cars com or, plata, aparells nous o propietats. Els nens celebren rituals en honor de la deessa Saraswati abans de començar el nou any acadèmic. Aquest dia marca l'inici d'una nova estació, la primavera.

### Akshaya Tritiya
Se celebra el tercer dia del mes de Vaishakh. Aquest és un dels 3 dies i mig del calendari lunar hindú en què hi ha millors auguris del calendari hindú (generalment correspon al mes d'abril). Aquest dia marca el final del festival Haldi Kumkum, una trobada que organitzen les dones per a dones. Les dones casades conviden les amigues, parentes i conegudes per trobar-se en un ambient d'alegria i diversió. En aquestes ocasions, l'amfitriona reparteix polseres, dolços, novetats, flors, fulles de betel i nous, així com cocos. Els aperitius inclouen Kairiche Panhe (suc de mango cru) i Vatli Dal.

### Wat Purnima
Aquest festival se celebra el dia de Jyeshtha Purnima (dia de lluna plena del mes de Jyeshtha del calendari hindú), al voltant de juny. En aquest dia, les dones guarneixen el banià, arbre sagrat de l'hinduisme, pregant pel creixement i enfortiment de les seves famílies, car l'arbre creix des de fa segles. Les dones casades visiten un arbre proper i el veneren lligant cintes vermelles d'amor al seu voltant. Preguen pel benestar i una llarga vida pel seu marit. Aquests festivals enforteixen el vincle del matrimoni.

### Ashadhi Ekadashi
El Ashadhi Ekadashi (onzè dia del mes d'ashadha, que coincideix amb un dia entre juliol i agost) està estretament relacionat amb el gran sant Dnyaneshwar. Vint dies abans d'aquest dia, milers de varkaris inicien el seu pelegrinatge d'Alandi a Pandharpur amb les Paduka de Dnyaneshwar (calçat de fusta) en un Palakhi (vehicle diví). Els varkaris porten petits címbals, un rosari de tulsi al voltant del coll i canten i ballen himnes devots i oracions a Vitthala. Aquest dia tothom de Maharashtra està de celebració i va a pregar als temples. Aquest dia marca, segons el calendari hindú, l'inici del Chaturmas (els quatre mesos del monsó , de Ashadh a Kartik).

### Guru Purnima
El Guru Purnima és el dia en el qual se celebra el dia de lluna plena del mes de Ashadha. És molt important en la tradició hindú Guru-Shishya (Mestre-estudiant'). Els Gurus sovint són equiparats amb Déu i sempre són considerats un nexe entre l'individu i la immortalitat. Aquest dia els aspirants espirituals i els devots, veneren a Maharshi Vyasa, considerat el guru dels Gurus.

### Nag Panchami
És un dels molts festivals de l'Índia, en el que els marathes celebren i rendeixen culte a la natura. Els Nags (Cobras) són venerats el cinquè dia del mes de Shravan (als voltants d'agost), Les dones es fan tatuatges temporals a les mans amb alquena el dia abans i compren polseres noves el dia de Nag Panchami. En una petita vila anomenada Battis Shirala a Maharashtra se celebra un festival de grans serps que atreu milers de turistes d'arreu del món. En altres parts de Maharashtra, es veuen encantadors de serps als marges de les carreteres o voltant d'un lloc a un altre amb les seves cistelles de serps. Mentre interpreten notes melodioses amb les seves flautes, atreuen els devots amb les seves crides, com per exemple Nagoba-la dudh de Mayi (en català, doneu llet a la cobra. Oh Mare!). Les dones ofereixen llet dolça i crispetes (lahya, en marathi) a les serps, i preguen. També donen diners i roba vella als encantadors de serps.

### Narali Paurnima
Aquest festival se celebra el dia de lluna plena del mes de Shravan (cap al mes d'agost). Aquest és el festival més important de la costa, ja que després de la temporada de pluges, aquest dia s'inicia nova temporada de pesca. Els pescadors i les dones ofereixen cocos al mar i preguen per una temporada tranquil·la i perquè el mar estigui en calma. El mateix dia se celebra el Rakhi Poornima per commemorar els llaços respectuosos entre germans i germanes. L'aliment principal d'aquest dia és el Narali Bhaat (arròs dolç amb coco). Aquest dia, els bramans Deshastha es canvien de posició el fil sagrat (janve, en marathi).

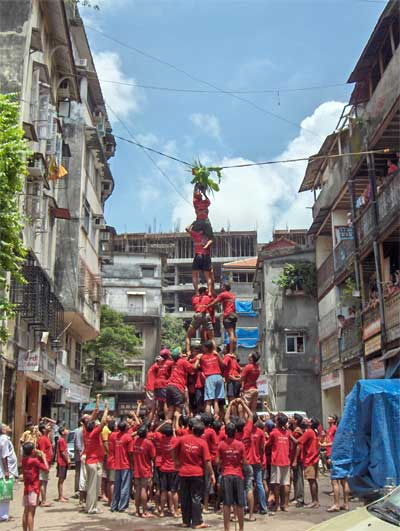
Castell humà durant la celebració del Gukul Ashtami (el naixement de Krixna)

### Gokul Ashtami
El vuitè dia de la segona quinzena del mes de Shravan (generalment corresponent al mes d'agost), se celebra a tota a l'Índia el naixement de Krixna A Maharashtra, el Gokul Ashtami és sinònim de la cerimònia del Dahi handi. El Dahi handi és una representació dels esforços de Krixna per robar mantega del Matka (olla de fang) suspès del cel. Grans olles de fang que contenen llet, quallada, mantega, mel, fruites, i d'altres alimentes, estan suspeses als carrers a una alçada entre 20 i 40 peus. Grups de joves i nois s'hi presenten per reclamar el premi. Construeixen piràmides humanes de peu un sobre les espatlles de l'altre, fins que la piràmide és prou alta perquè el membre de més amunt, arribi a l'olla i reclami el contingut després de trencar-la. Sovint es lliguen bitllets a la corda sobre la qual se suspèn l'olla. El premi monetari es distribueix entre els que han participat en la piràmide humana. Les multituds donen suport als grups que intenten aconseguir les olles cantant-los 'Govinda ala re ala'.

### Mangala Gaur
La celebració del Pahili Mangala Gaur (primer Mangala Gaur) és una de les més importants per les noves núvies a Maharashtra. El primer dimarts del mes de Shravan de l'any següent al seu casament, les noves núvies presenten ofrenes al Lingam (una representació de Xiva), per demanar pel benestar del seu marit i la seva nova família. És també una trobada de dones. Inclou xerrades, jocs i bon menjar. Solen jugar a Zimma, Fugadi i Bhendya (actualment més conegut actualment amb el nom de Antakshari) fins altes hores del matí següent.

### Bail pola/Pithori Amavasya
El Pola o Bail Pola se celebra en el dia de lluna nova (Pithori Amavasya) del mes de Shravan (generalment durant el mes d'agost) per presentar respecte als bous pels seus anys de treball dur, donat que l'Índia és un país principalment agrícola. És un festival molt important pels pagesos. El dia del Pola, els pagesos condueixen els seus bous al riu i els netegen a fons. A continuació, els decoren amb pintura les banyes, els posen mantes decoratives al cos, adorns a les seves banyes i garlandes de flors al voltant del coll. Els bous són conduïts alegrement en una processó acompanyada de música i balls. Les viles fan fires i concursos per celebrar aquest festival. Aquest és un dia festiu pels bous.

### Hartalika
El tercer dia del mes de Bhadrapada (generalment entre agost i setembre) se celebra el Hartalika en honor de Harita Gauri o la deessa verda i daurada de les collites i la prosperitat. Gauri és venerada com a mare de Ganesha. Aquest dia les dones fan dejuni i adoren a Xiva i a Parvati amb fulles verdes a la nit. Les dones guarneixen amb roba i braçalets verds i romanen despertes fins a la mitjanit. 

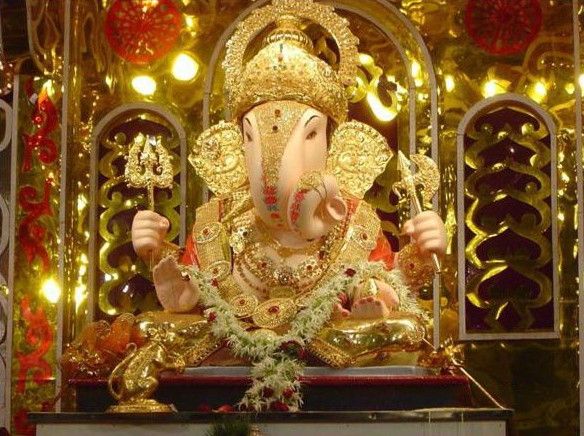
Ganesha

### Ganesh Chaturthi
El quart dia de Bhadrapada se celebra amb molt entusiase el Ganesh Chaturthi en honor del Déu Ganesha, el Déu de la saviesa. Gairebé totes les llars de l'estat col·loquen ídols de Ganesha, fetes de fang i pintades en colores d'aigua. Ben aviat al matí d'aquest dia, els ídols de fang de Ganesha són portats a les llars mentre es canta el Ganpati Bappa Morya i són col·locats a plataformes decorades. Durant la lluita per la independencia de l'Índia, Bal Gangadhar Tilak va convertir aquest festival en un esdeveniment públic i va congregar a les persones cap a un objectiu comú d'expulsar els colonitzadors britànics de l'Índia. El festival encara se celebra com un esdeveniment públic i privat. El festival té una durada de 10 dies en els quals hi ha un extens programa cultural que inclou concerts musicals, orquestres, obres teatrals i paròdies. Durant aquest període també s'emprenen activitats socials com donacions de sang, beques pels necessitats o donacions a les persones que pateixen algun tipus de calamitat natural.

### Gauri/Mahalakshmi
Juntament amb el Ganesh Chaturthi, el festival de Gauri (també coneguda amb el nom de Mahalaxmi a la regió de Vidarbha) se celebra amb gran quantitat de festes a Maharashtra. Té una durada de tres dies. En el primer dia Gauri arriba a la casa, el següent dina amb una gran varietat de dolços i el tercer dia retorna a la seva llar. Gauri arriba en parells, un com a Jyeshta (en català, la vella) i l'altre com a Kanishta (en català, la jove). Són tractats amb molt d'afecte, donat que representen les filles que arriben a la llar dels pares.
A moltes partes de Maharashtra entre les quals es troben Marathwada i Vidarbha, aquest festival és anomenat Mahalakshmi, Mahalakshmya o simplement Lakshmya.

### Anant Chaturdashi
L'onzè dia del festival de Ganesha (catorzè dia del mes de Bhadrapada) rep el nom d'Anant Chaturdashi i marca el final del festival de Ganesh. Les persones s'acomiaden amb llàgrimes del Deú submergint els ídols en aigua mentre canten 'Ganapati Bappa Morya, pudhchya warshi Lawakar ya!!' (en català, Senyor Ganesha, vingueu aviat l'any vinent). És l'adoració de l'Ananta Shesha, la serp enrotllada on resideix el Déu Vixnu. Aquest dia es fa una preparació deliciosa de 14 hortalisses com a naivedyam (ofrena d'aliment a un Déu).

### Navratri
A partir de primer dia del mes de Ashwin segons el calendari hindú (al voltant del mes d'octubre), els nou dies i nits de festa immediatament anteriors a la important festa del Dasara se celebren a tota l'Índia, amb diferents tradicions. A Maharashtra en el primer dia d'aquest festival, s'instal·len ídols de la deessa Durga a moltes llars. Aquesta instal·lació de la deessa és coneguda popularment amb el nom de Navratri o Ghatsthapana. Durant aquest període, noies solteres i acabades de casar ballen el Bhondla o Hadga, per celebrar el desplaçament del sol a la tretzena constel·lació del zodíac anomenada Hasta (en català, elefant). Durant les nits dels nou dies, se celebra el Bhondla (també conegut amb el nom de Bhulabai a la regió de Vidarbha) als jardins o les terrasses, convidant a les amigues de la filla de la casa. Es dibuixa un elefant amb Ragoli (una forma d'art que utilitza sorres de colors) a terra o amb guix en una pissarra. Les noies formen un cercle al voltant agafades per les mans i canten cançons Bhondla. Les cançons Bhondla són cançons tradicionals que es transmeten de generació en generació. L'última cançó acaba generalment amb les paraules ...khirapatila kaay ga?  (en català, Quin és el plat especial del dia? ). El 'Khirapat' és un plat especial sovint de preparació laboriosa, fet per la mare de l'amfitriona. El menjar només és servit després que la resta de noies endevinen el plat cobert.

### Dasara
Aquest festival se celebra el desè dia del mes de Ashwin (al voltant del mes d'octubre) d'acord amb el calendari hindú. Aquest és un dels tres dies i mig del calendari lunar hindú, que es consideren propicis. En el tercer dia (dia del Dasara), els ídols instal·lats el primer dia del Navratri són submergits en aigua. Aquest dia també assenyala la victòria del Déu Rama sobre Ravana. Les persones es visiten i es canvien dolços. En aquest dia, les persones adoren l'arbre d'Aapta i intercanvien les seves fulles (conegudes com a fulles d'or) i desitjos de futur Hi ha una llegenda en què la participen Raghuraja, un avantpassat de Rama, l'arbre Aapta i Kubera. També hi ha una llegenda que parla de l'arbre Shami, l'arbre en el qual els Pandava van amagar les seves armes durant el seu exili.

### Kojagari
El Kojagiri, una abreviació del sànscrit 'Ko Jagarti?' (en català, 'Qui està despert?'), se celebra en el dia de lluna plena del mes d'Ashwin. Es diu que en aquesta nit, la deessa Lakxmi visita cada llar preguntant "Qui està despert?", i beneeix a aquells que estan desperts amb fortuna i prosperitat. Per donar la benvinguda a la deessa, les llars, els temples i els carrers, es troben il·luminats. Aquesta nit, la gent es reuneix generalment en espais obres (per exemple, jardins o terrasses) i juguen fins a la mitjanit. Quan arriba la mitjanit, després de contemplar el reflex de la lluna plena en llet bullida (bullida amb safrà i diverses varietats de fruits secs), es beuen la llet. Els primogènits són honrats aquest dia.

### Diwali
El Diwali és sens dubte el festival més glamurós i important de l'Índia. Les llars s'il·luminen amb files de làmpades de fang i són decorades amb Ragoli i Aakash Kandils (llums decoratives de diferents formes i mides). El Diwali se celebra estrenant robes noves, petards espectaculars i una gran varietat de dolços, en companyia de familiars i amics. Aquesta celebració alegre és, de manera simbòlica, per dissipar les tenebres de la misèria i portar la llum de la prosperitat i la felicitat a les persones.
- Primer dia: El Diwali comença el tretzè dia de la quinzena fosca (lluna minvant) del mes d'Ashwin (octubre / novembre). Aquest dia rep el nom de Dhanteras o Dhantrayodashi.
- Segon dia: El catorzè dia de la quinzena fosca és conegut amb el nom de Naraka Chaturdashi. Aquest dia la gent celebra la mort del dimoni Narakasur a mans de Krixna. És costum aixecar-se d'hora i fer-se massatges al cos amb oli perfumat. En lloc de sabó, utilitzen 'utane' o 'utanah' per banyar-se. Aquest bany especial, és anomenat abhyang-snan. L'Utane és fet amb diversos components utilitzats en la medicina ayurvèdica (una medicina alternativa tradicional a l'Índia), com són chandan (sàndal), kapoor (càmfora), manjistha (una herba), rosa, taronja i haldi (cúrcuma).
- Tercer dia: Es creu que Laxmi, deessa de l'abundància, visita cada llar a la nit de lluna nova, per tant se celebra el Laxmi pooja (una cerimònia d'agraïment en la que es fan ofrenes). Cada llar adora la Deessa Laxmi, el Déu Ganesha i als diners. A diferència del que succeeix a Gujarat, on el Chopdapujan (cerimònia del tancament del llibre de comptes) es porta a terme en un temple, els marathes realitzen la mateixa cerimònia a les llars. És costum a Maharashtra romandre a la llar aquesta nit, per donar la benvinguda a Laxmi.
- Quart dia: Al nord de l'Índia, és el primer dia del calendari hindú. Els marathes celebren aquest primer dia del mes de Karthik amb el nom de Diwalicha Padva. Aquesta és una celebració d'unió i amor de les persones casades. Amb motiu de l'ocasió, les esposes reben regals especials dels seus marits després del ritual del aukshan.
- Cinquè dia: L'últim dia del festival de Diwali és anomenat Bhau Bij. En aquest dia, les germanes preguen per una llarga vida dels seus germans. Els germans, al seu torn, beneeixen les seves germanes i les mimen amb regals.

### Tulsi Vivah (Tulshicha lagna)
El tulsi es considera sagrada pels hindús, ja que es considera la reencarnació de Mahalaxmi, que va néixer com Vrinda. El final del Diwali marca l'inici del Tulsi Vivah. Els Maharashtrians organitzen a les seves llars, noces de la planta sagrada tulsi amb Krixna. En aquest dia, la tulsi vrindavan és pintada i decorada com una núvia. Es planten canyes de sucre, branques de tamarinde i arbres de phyllanthus emblica juntament amb tulsi. Tot i que és un matrimoni fictici, se celebra com una boda autentica en la que s'inclouen càntics. Famílies i amics es reuneixen per aquesta cerimònia de matrimoni, que sol tenir lloc a la tarda. Diversos plats són oferts al Déu Krixna i després són distribuïts entre els familiars i amics. Això marca l'inici de la temporada de noces.

### Kartiki Ekadashi
L'onzè dia del mes de Kartik marca el final del Chaturmas (un període de quatre mesos, en el que es creu que els deus estan en repòs).

### Khandoba
Un festival de sis dies, des del primer al sisè dia lunar de la quinzena brillant del mes de Margashirsha, en honor de Khandoba, celebrat per moltes famílies marathes. El Ghatasthapana, similar al Navaratri, també té lloc a les llars durant aquest festival. El sisè dia és anomenat Champa Shashthi.

### Bhogi
És la vigília del festival Makar Sankranti.

### Makar Sankranti
Sankraman vol dir el pas del sol d'un signe a un altre del zodíac. Aquest dia marca el pas del sol del tròpic de Dhanu (sagitari) a Makar (capricorn). El Makar cau el 14 o 15 (si és any de traspàs) de gener. És l'únic festival hindú que es basa en el calendari solar en lloc del calendari lunar. El dia comença a ser més llarg des del 14 de gener, donat que el sol es mou de l'hemisferi sud a l'hemisferi nord. Pels Maharashtrians, el Sankranti és el festival de l'amistat, una època per celebrar velles amistats, per crear-ne de noves i per reparar les antigues. Els Maharashtrians intercanvien dolços mentre diuen: Tilgul ghyA Ani goD bolA, que vol dir Accepteu els tilgul (dolços) i digueu dolces paraules. El Tilgul és una barreja dolça feta de til (llavors de sèsam) i gul (sucre morè). Als amics se'ls demana que emulin la qualitat del Tilgul i mantenen una amistat i un amor de llarga durada. Els rotis (pa) dolços, fets amb llavors de sèsam i sucre morè anomenat gul-poli és el plat especial del dia. El tilgul té una rellevància especial donat el seu valor nutritiu i les seves propietats medicinals, ja que aquest festival cau durant l'hivern i per tant, la combinació de til i sucre morè és extremadament beneficiosa i nutritiva. La gent vesteix roba negra aquest dia. Les dones Maharashtri porten un sari (vestit tradicional) especial de color negre anomenat Chandrakala el qual és realçat amb llunes creixents i estrelles.

### Holi
El festival de Holi cau en Falgun, l'últim mes del calendari maratha Shaka. Els marathes celebren aquest festival encenent fogueres i fent ofrenes al foc. Al nord de l'Índia, el Holi se celebra durant més de dos dies. A Maharashtra és conegut com a Dhuli Vandan.

### Urus /Jatra
Un gran nombre de viles de Maharashtra celebren els seus festivals anuals entre els mesos de gener i març. Poden ser en honor de la deïtat de la vila o la tomba d'un sant sufí. Les celebracions inclouen carreres de caro, kabaddi (un esport tradicional indi), tornejos de lluita lliure, fires, lavani (un gènere de música popular) i tamasha (una representació teatral tradició que sovint inclou cant i ball). Un bon nombre de famílies mengen carn només durant aquest període.

## Marathes fora de l'Índia
Un gran nombre d'indis van ser portats a Maurici en els anys 1830 per treballar a les plantacions de canyes de sucre. La majoria d'aquests immigrants eren de parla hindi o del sud de l'Índia, però també hi havia un nombre significatiu de marathes.
Després de la creació de l'estat d'Israel el 1948, la majoria de jueus marathes o Bene Israel s'hi van traslladar.
Els indis, inclosos els marathes, han viatjat a Europa, i particularment a la Gran Bretanya durant més d'un segle. Un reduït nombre de marathes també van emigrar a l'Àfrica oriental durant l'era colonial britànica. La majoria d'aquests immigrants originals s'han traslladat a altres països.
La immigració a gran escala cap als Estats Units, es va iniciar quan va entrar en vigor la Llei d'Immigració dels Estats Units de 1965. La majoria dels immigrants que ho van fer després de 1965 eren professionals com metges, enginyers o científics. Una segona onada d'immigració va tenir lloc durant el boom de les Tecnologies de la Informació i la Comunicació. La comunitat maratha dels Estats Units està formada actualment per uns 35.000 membres.
Principalment a causa del boom tecnològic i les facilitats per viatjar, es poden trobar marathes a llocs tan distants del món com Austràlia, Canada, els països del golf, Europa, el Japó o la Xina.